# Son Bonet Aerodrome
Son Bonet Aerodrome är en flygplats i Spanien.   Den ligger i regionen Balearerna, i den östra delen av landet, 600 km öster om huvudstaden Madrid. Son Bonet Aerodrome ligger 37 meter över havet. Den ligger på ön Mallorca.
Terrängen runt Son Bonet Aerodrome är platt söderut, men norrut är den kuperad. Runt Son Bonet Aerodrome är det mycket tätbefolkat, med 1 632 invånare per kvadratkilometer. Närmaste större samhälle är Palma de Mallorca, 5,6 km sydväst om Son Bonet Aerodrome. Trakten runt Son Bonet Aerodrome består till största delen av jordbruksmark.